# Thrupp & Maberly

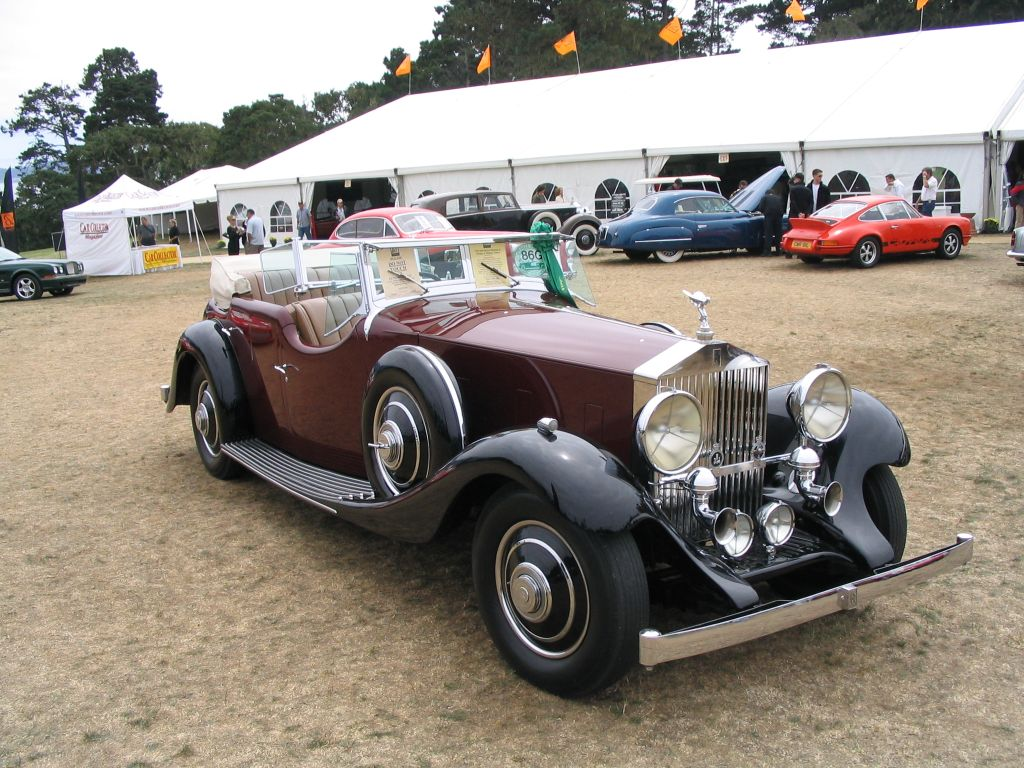
Rolls-Royce Phantom II aus dem Jahr 1935 mit einer Karosserie von Thrupp & Maberly

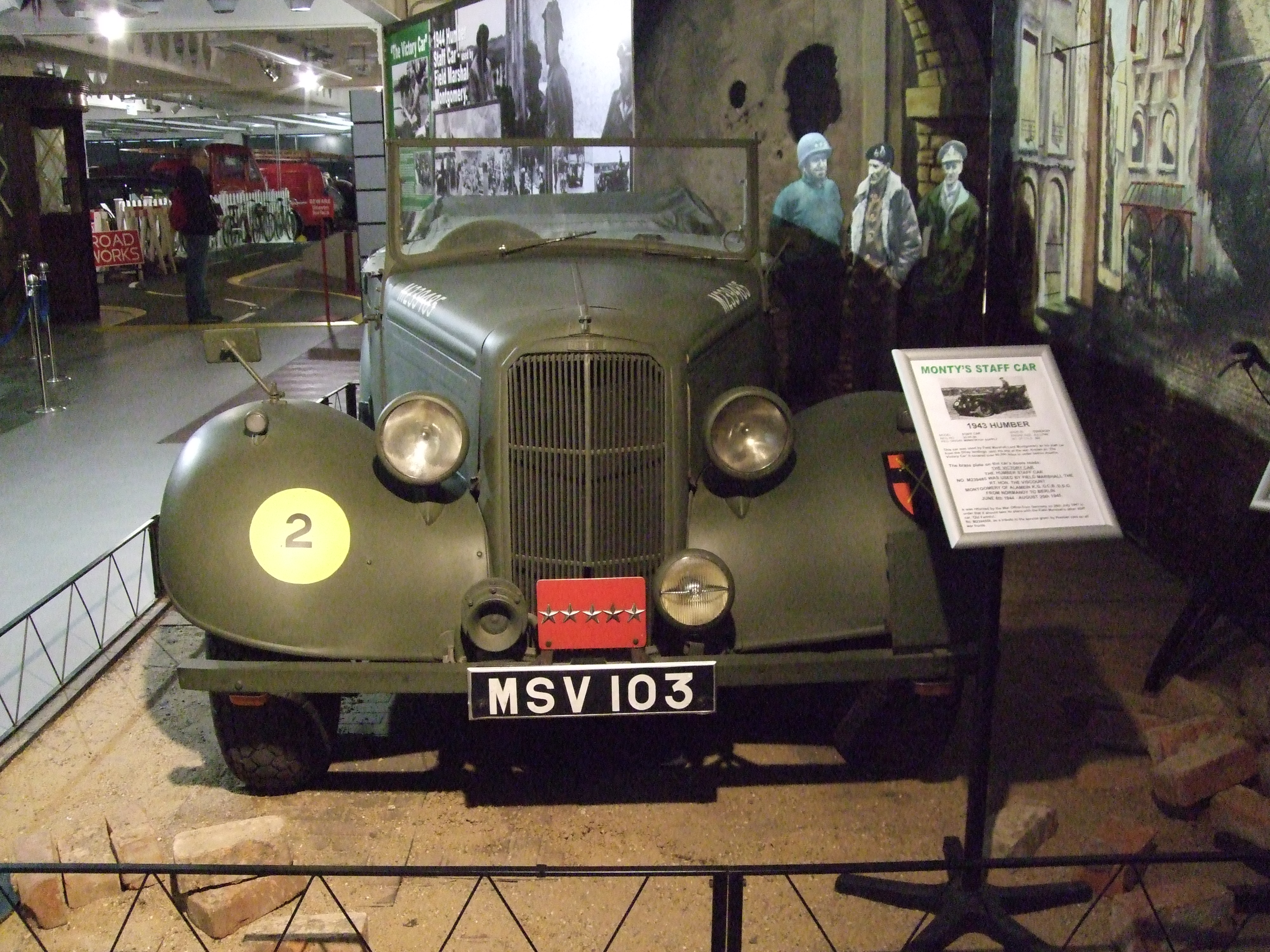
Der Humber Super Snipe von Feldmarschall Montgomery mit einer Militär-Karosserie von Thrupp & Maberly

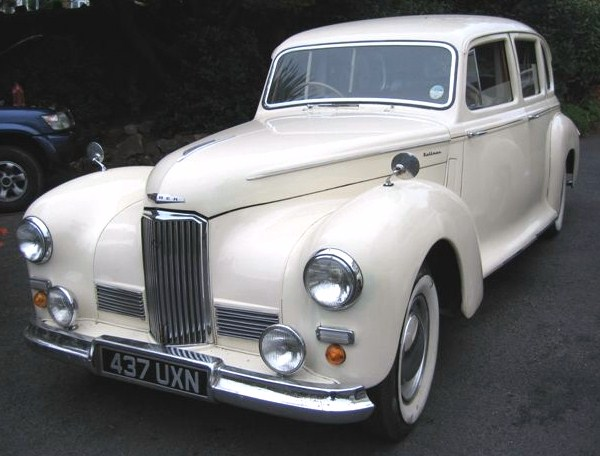
Humber Pullman Mk. II

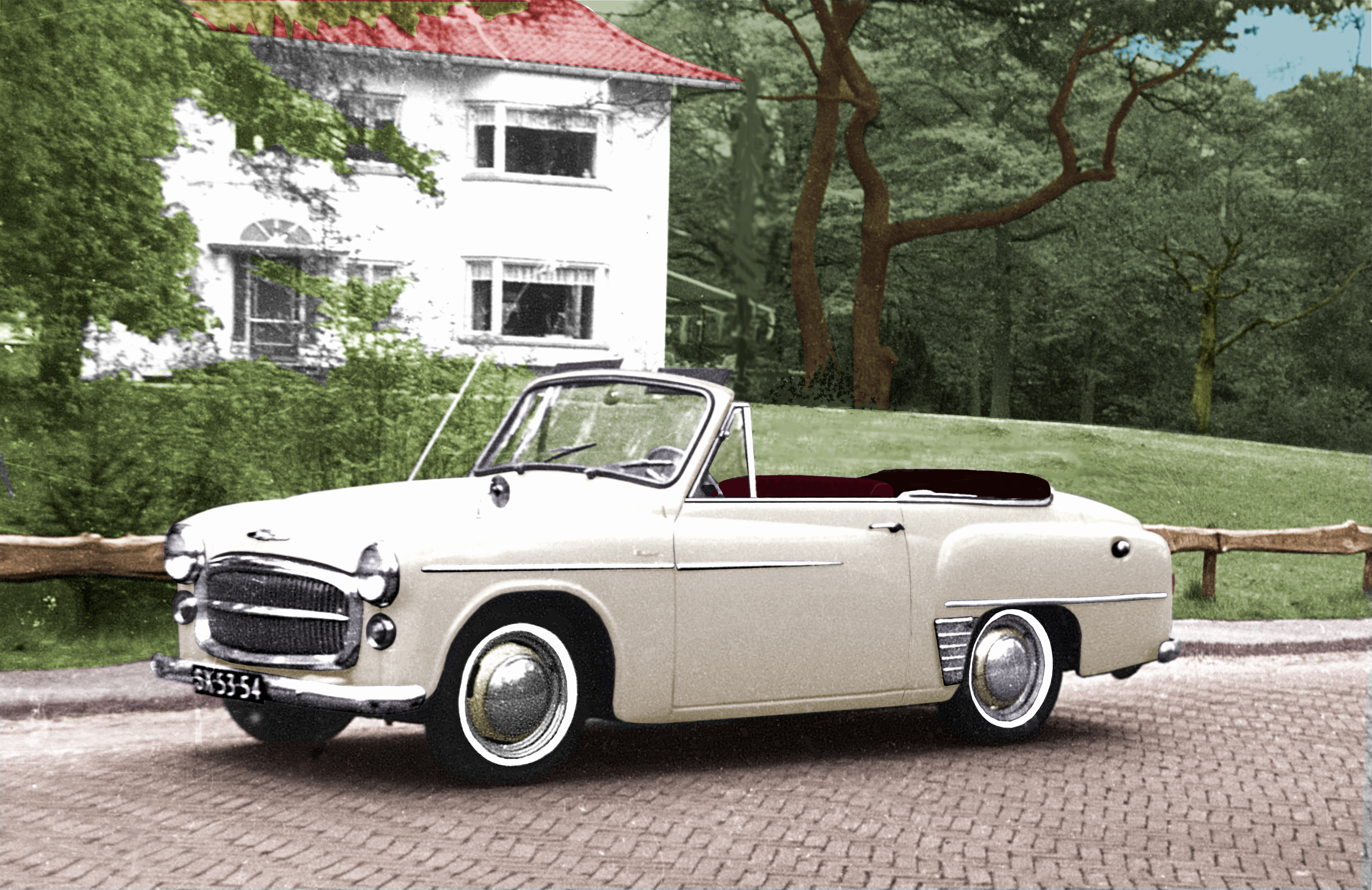
Hillman Minx Cabriolet: Rohkarosserie von Pressed Steel, komplettiert bei Thrupp & Maberly

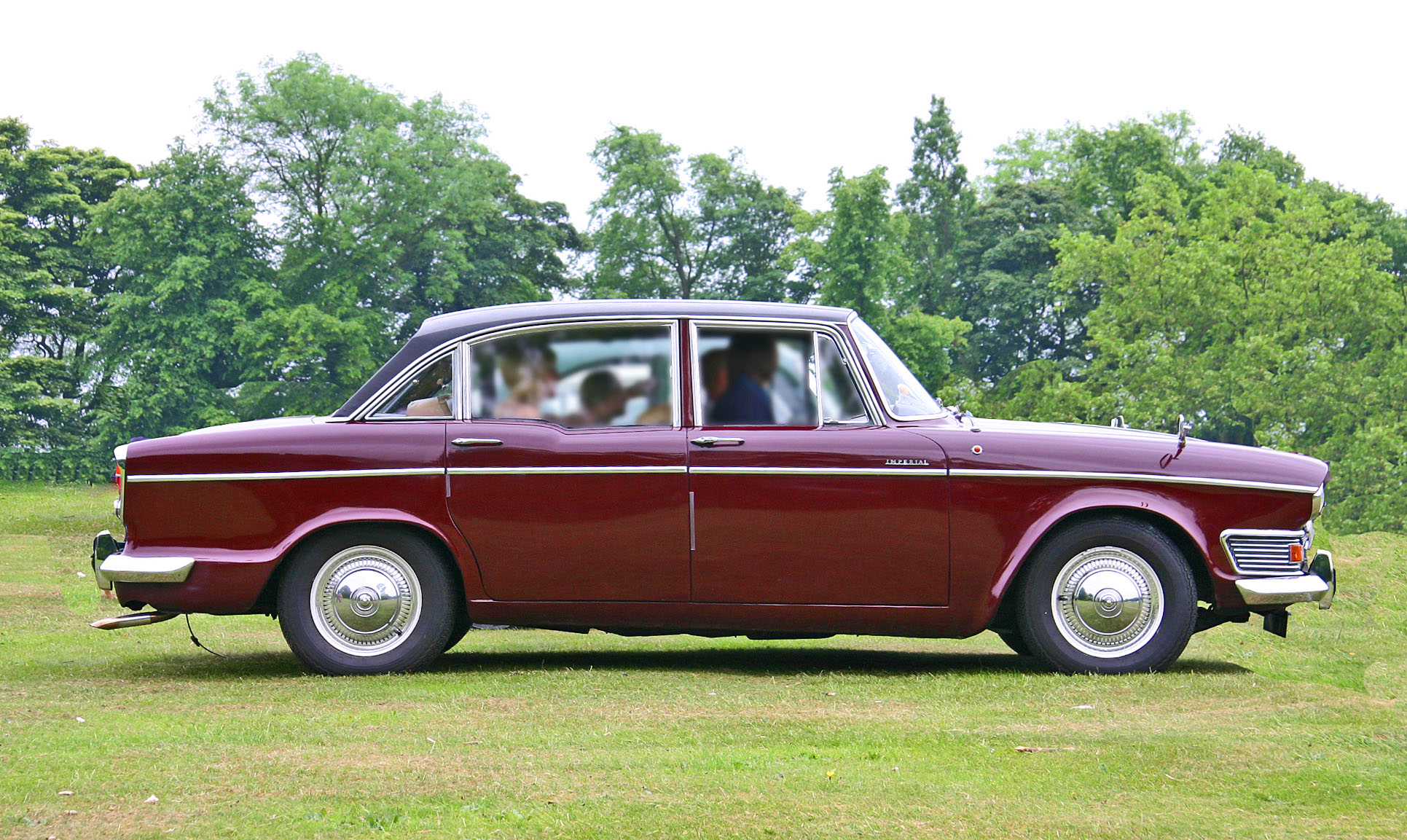
Humber Imperial: Die letzte bei Thrupp & Maberly hergestellte Limousine

Thrupp & Maberly war ein zuletzt im Londoner Stadtteil Cricklewood ansässiges britisches Karosseriebauunternehmen, das im 20. Jahrhundert eng mit der Rootes-Gruppe verbunden war.

## Unternehmensgeschichte
Das Unternehmen Thrupp & Maberly geht auf einen 1760 von Joseph Thrupp in London gegründeten Betrieb zurück, der Aufbauten für Kutschwagen herstellte. 1859 beteiligte sich George Maberly an dem Unternehmen; daraufhin wurde der Name in Thrupp & Maberly geändert.
In den ersten Jahren des 20. Jahrhunderts verlagerte Thrupp & Maberly seine Tätigkeit auf die Herstellung von Automobilkarosserien. Zunächst entstanden einzelne Aufbauten für exklusive Personenkraftwagen, im Ersten Weltkrieg verließen hingegen schwerpunktmäßig Truppentransporter die Werkshallen in London. Nach Kriegsende fertigte Thrupp & Maberly wieder Sonderaufbauten nach Kundenwunsch, die auf Fahrgestellen von Delage, Hotchkiss und Minerva basierten.
1926 übernahm die Rootes Ltd. das traditionsreiche Karosseriewerk. Werksleiter wurde R.I. Musselwhite, der zuvor zehn Jahre lang den mit Napier verbundenen Karosseriehersteller Cunard geführt hatte. Rootes war zu dieser Zeit noch kein Autohersteller, sondern ein reiner Händler, der Autos und Fahrgestelle u. a. von Austin, Daimler und Rolls-Royce vertrieb. Mit der Übernahme von Thrupp & Maberly wollte Rootes seinen wohlhabenden Kunden eine Möglichkeit geben, die exklusiven Chassis im eigenen Haus mit einer individuellen Karosserie einkleiden zu lassen, statt – wie bisher – fremde Karosseriebauunternehmen zu beauftragen. Daneben bediente Thrupp & Maberly zwischen den Weltkriegen auch weiterhin individuelle Auftraggeber. Bis 1930 entstanden so zahlreiche Cabriolet-, Coupé- und Landaulet-Aufbauten für Alvis-, Bentley-, Lagonda- und Rolls-Royce-Fahrgestelle, die meist Einzelstücke blieben.
Nachdem Rootes durch die 1931 erfolgte Übernahme der Marken Hillman und Humber zu einem Automobilhersteller geworden war, wurde Thrupp & Maberly zunehmend mit Aufträgen aus dem Konzern betraut. Bis zum Ausbruch des Zweiten Weltkriegs entstanden bei Thrupp & Maberly vor allem die Aufbauten für den Humber Pullman, das exklusivste Modell der Rootes-Gruppe. Nur vereinzelt wurden noch Spezialaufbauten für andere Hersteller produziert. Für den Rolls-Royce Wraith etwa entstanden bis 1939 insgesamt 42 Karosserien.
Während des Zweiten Weltkriegs wurden in Cricklewood wieder Fahrzeuge für die britische Armee hergestellt. Einige Berühmtheit erreichte ein von Thrupp & Maberly umgebauter Humber Super Snipe von 1943, den Feldmarschall Montgomery regelmäßig verwendete.
Nach dem Ende des Zweiten Weltkriegs wurde Thrupp & Maberly vollständig in den Rootes-Konzern integriert. Das Unternehmen gab die Herstellung exklusiver Sonderaufbauten auf und stellte künftig die serienmäßigen Karosserien für bestimmte Rootes-Modelle her. Anfänglich gehörten dazu nur die hochpreisigen Humber-Modelle wie der Imperial und der Pullman; in ihrem Fall baute Thrupp & Maberly die gesamte Karosseriestruktur sowie die äußere Verkleidung und führte schließlich auch die Lackierung aus. Ab Mitte der 1950er-Jahre wurden auch alle Cabriolets der Rootes-Gruppe gefertigt; in diesem Fall aber stellte Pressed Steel die Rohkarosserie her, während Thrupp & Maberly die Fertigstellung der Autos einschließlich der Lackierung übernahm. Später kam die Produktion spezieller Coupés wie des Hillman Minx Californian und des Sunbeam Rapier hinzu.
Im Laufe der 1960er-Jahre wurde die Auslastung von Thrupp & Maberly immer geringer. 1962 bzw. 1964 beendete Rootes die Produktion des Hillman Minx und des Singer Gazelle, 1966 wurde der Humber Sceptre eingestellt und ein Jahr später schließlich auch der Humber Super Snipe und dessen Luxusversion Humber Imperial, ohne dass es Nachfolger für diese Modelle gab. Ab 1966 hatte Thrupp & Maberly zwar noch die Lackierungsarbeiten für den neuen Rootes Arrow durchgeführt; im Sommer 1967 entschloss sich Rootes allerdings, das inzwischen veraltete Werk zu schließen. Damit endete die Automobilproduktion bei Thrupp & Maberly.
Thrupp & Maberlys Werksgebäude in Cricklewood standen lange leer, bevor sie in den 1980er-Jahren abgerissen wurden.

## Der Golden Arrow

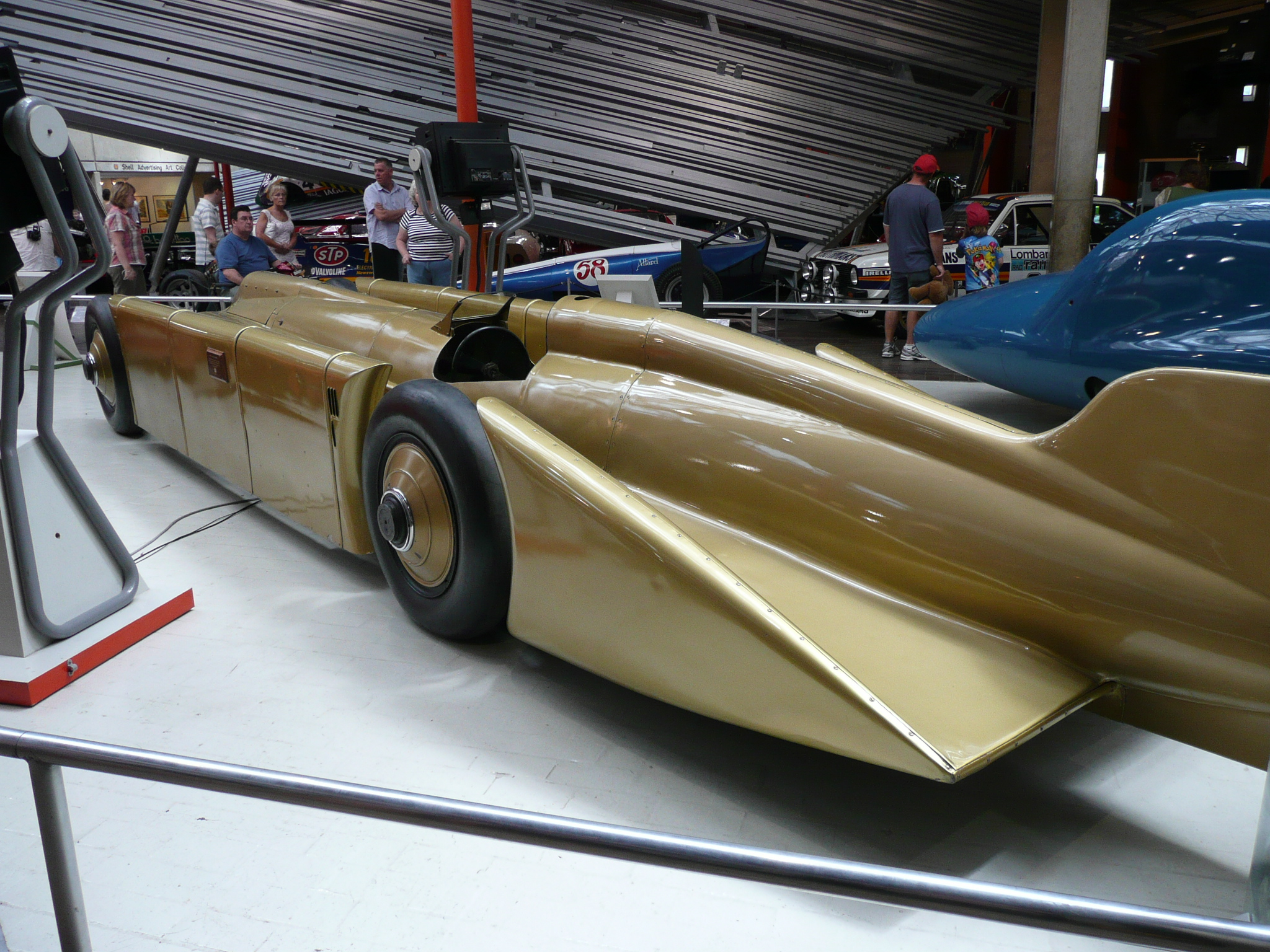
Rekordfahrzeug Golden Arrow mit einem Aufbau von Thrupp & Maberly

Ein besonderes Fahrzeug, das 1928 bei Thrupp & Maberly hergestellt wurde, war der Golden Arrow. Es handelte sich um einen in goldener Farbe lackiertes Fahrzeug mit einem Napier-Zwölfzylinder-Flugmotor, mit dem Henry Segrave im März 1929 in Daytona einen Geschwindigkeitsrekord aufstellte: Segrave fuhr die fliegende Meile mit einer Geschwindigkeit von 372 km/h. Der Rekord hielt bis zum Februar 1931.

## Automobilproduktion
1896 montierte das Unternehmen einen Elektromotor in eine ihrer Kutschen und verkaufte dieses Elektroauto an die spanische Königin. Vermutlich folgten weitere Fahrzeuge dieser Art.